# 圣母圣名堂
圣母圣名堂（義大利語：Santissimo Nome di Maria al Foro Traiano）是意大利罗马一座罗马天主教教堂，位于图拉真圆柱前。 
该堂建于1736-1751年，拥有高大的穹顶。内部有7个小堂，用彩色大理石装饰。